# Kasseler Sport-Verein Hessen Kassel 2010-2011
Questa voce raccoglie le informazioni riguardanti il Kasseler Sport-Verein Hessen Kassel nelle competizioni ufficiali della stagione 2010-2011.

## Stagione
Nella stagione 2010-2011 l'Hessen Kassel, allenato da Mirko Dickhaut e Christian Hock, concluse il campionato di Regionalliga sud al 3º posto.

## Rosa
| N. |                     | Ruolo | Calciatore       |
| -- | ------------------- | ----- | ---------------- |
| 1  | Germania (bandiera) | P     | Sven Hoffmeister |
| 3  | Germania (bandiera) | D     | Christoph Keim   |
| 4  | Kosovo (bandiera)   | D     | Mentor Latifi    |
| 5  | Germania (bandiera) | D     | Jens Grembowietz |
| 6  | Germania (bandiera) | D     | Michael Zepek    |
| 7  | Germania (bandiera) | C     | René Ochs        |
| 8  | Germania (bandiera) | C     | Enrico Gaede     |
| 9  | Germania (bandiera) | C     | Andreas Mayer    |
| 10 | Germania (bandiera) | A     | Thorsten Bauer   |
| 15 | Polonia (bandiera)  | C     | Jarek Matys      |
| 15 | Germania (bandiera) | A     | Patrick Herpe    |
| 16 | Germania (bandiera) | A     | Manuel Pforr     |
| 18 | Giappone (bandiera) | C     | Ken Asaeda       |
| 20 | Germania (bandiera) | C     | Mario Pokar      |

| N. |                     | Ruolo | Calciatore          |
| -- | ------------------- | ----- | ------------------- |
| 21 | Germania (bandiera) | D     | Florian Heussner    |
| 22 | Germania (bandiera) | A     | Tobias Damm         |
| 23 | Germania (bandiera) | C     | Kai Koitka          |
| 24 | Germania (bandiera) | D     | Benjamin Weigelt    |
| 29 | Germania (bandiera) | P     | Pascal Formann      |
| 30 | Germania (bandiera) | P     | Morten Jensen       |
| 32 | Germania (bandiera) | D     | Sebastian Gundelach |
| 33 | Germania (bandiera) | C     | Moritz Murawski     |
| 34 | Germania (bandiera) | C     | Dennis Joedecke     |
| 40 | Germania (bandiera) | D     | Tim Knipping        |
|    | Germania (bandiera) | D     | Mario Neunaber      |
|    | Germania (bandiera) | C     | Ture Ott            |
|    | Germania (bandiera) | A     | Thomas Brechler     |

## Organigramma societario
Area tecnica
- Allenatore: Christian Hock
- Allenatore in seconda: Dominik Suslik
- Preparatore dei portieri: Pascal Formann
- Preparatori atletici:
- Analisi video:

## Calciomercato

### Sessione estiva
| Acquisti | Acquisti         | Acquisti        | Acquisti |
| R.       | Nome             | da              | Modalità |
| -------- | ---------------- | --------------- | -------- |
| C        | Ken Asaeda       | Wuppertal       |          |
| A        | Tobias Damm      | Wuppertal       |          |
| D        | Jens Grembowietz | Preußen Münster |          |
| P        | Sven Hoffmeister | Sandhausen      |          |
| P        | Morten Jensen    | Hannover 96     |          |
| C        | Kai Koitka       | Vaduz           |          |
| C        | Jarek Matys      | Baunatal        |          |
| C        | Andreas Mayer    | Ulma            |          |
| D        | Mario Neunaber   | Wuppertal       |          |
| C        | Mario Pokar      | Sandhausen      |          |
| D        | Benjamin Weigelt | Wehen Wiesbaden |          |

| Cessioni | Cessioni           | Cessioni               | Cessioni |
| R.       | Nome               | a                      | Modalità |
| -------- | ------------------ | ---------------------- | -------- |
| A        | Thomas Brechler    | Aalen                  |          |
| C        | Sebastian Busch    | OSC Vellmar            |          |
| C        | Harez Habib        | Hessen Kassel II       |          |
| C        | Philipp Herbold    | OSC Vellmar            |          |
| P        | Dennis Lamczyk     | Rot-Weiss Essen        |          |
| D        | Marcel Lenz        | Kickers Offenbach      |          |
| D        | Stefan Markolf     | Baunatal               |          |
| C        | Dennis Tornieporth | Lüneburger             |          |
| C        | Markus Unger       | Eintracht Braunschweig |          |
| P        | Tobias Wolf        | Kickers Offenbach      |          |
| C        | Kevin Wölk         | LR Ahlen               |          |

### Sessione invernale
| Acquisti | Acquisti      | Acquisti       | Acquisti |
| R.       | Nome          | da             | Modalità |
| -------- | ------------- | -------------- | -------- |
| A        | Patrick Herpe | Norimberga U19 |          |

| Cessioni | Cessioni | Cessioni | Cessioni |
| R.       | Nome     | a        | Modalità |
| -------- | -------- | -------- | -------- |

## Risultati

### Regionalliga

#### Girone di andata
| Arbitro: | Leicher |

|             |           |                |
| Sautner 22’ | Marcatori | 9’ Grembowietz |

| Arbitro: | Hussein |

|               |           |            |
| Damm 27’, 85’ | Marcatori | 17’ Egeter |

| Arbitro: | Börner |

|                                    |           |                            |
| Haag 41’ (aut.) Bauer 50’ Ochs 84’ | Marcatori | 16’ (aut.) Koitka 30’ Rupp |

| Arbitro: | Jöllenbeck |

|           |           |                               |
| Klaus 15’ | Marcatori | 21’ Neunaber 67’ (rig.) Mayer |

| Arbitro: | Dietz |

|                                        |           |                      |
| Gaede 14’ Mayer 75’ (rig.), 81’ (rig.) | Marcatori | 2’ Álvarez 78’ Tosun |

| Arbitro: | Stein |

|                |           |                                          |
| Bouhaddouz 56’ | Marcatori | 12’ Grembowietz 40’, 90’ Bauer 57’ Mayer |

| Arbitro: | Brauer |

|                               |           |  |
| Damm 23’ Bauer 81’ Koitka 85’ | Marcatori |  |

| Arbitro: | Schlutius |

|                                           |           |                    |
| Hindelang 7’, 33’ Holzapfel 66’ Rucht 90’ | Marcatori | 44’ Pokar 87’ Damm |

| Arbitro: | Rafati |

|                    |           |  |
| Ochs 44’ Gaede 85’ | Marcatori |  |

| Arbitro: | Zacher |

|              |           |          |
| Krasniqi 26’ | Marcatori | 57’ Ochs |

| Arbitro: | Frömel |

|          |           |  |
| Damm 71’ | Marcatori |  |

| Arbitro: | Drees |

|                         |           |                                        |
| Abruscia 4’ Ivanuša 36’ | Marcatori | 10’ Ochs 15’ Mayer 72’ Damm 90’ Koitka |

| Kassel 24 ottobre 2010, ore 17:00 CEST 13ª giornata | Hessen Kassel      | 0 – 0 referto | Norimberga II | Auestadion (11 000 spett.)\| Arbitro: \| Waschitzki-Günther \| |
| Arbitro:                                            | Waschitzki-Günther |               |               |                                                                |

| Arbitro: | Marx |

|                                       |           |  |
| Jabiri 22’ (rig.) Ludwig 56’ Groß 90’ | Marcatori |  |

| Arbitro: | Fischer |

|                                           |           |                       |
| Gaede 9’, 85’ (rig.) Bauer 49’ Koitka 63’ | Marcatori | 11’ Lushtaku 61’ Wood |

| Arbitro: | Müller |

|  |           |                                       |
|  | Marcatori | 27’ (rig.), 89’ (rig.) Mayer 68’ Damm |

| Arbitro: | Brand |

|                                        |           |  |
| Damm 31’ Mayer 66’ Bauer 82’ Pokar 87’ | Marcatori |  |

#### Girone di ritorno
| 27 novembre 2010 18ª giornata | Weiden | – annullata referto | Hessen Kassel |  |

| Arbitro: | Wingenbach |

|                             |           |            |
| Gaede 6’ Bauer 32’ Damm 62’ | Marcatori | 72’ Bickel |

| Arbitro: | Osmers |

|  |           |           |
|  | Marcatori | 1’ Vogler |

| Karlsruhe 20 aprile 2011, ore 19:00 CEST 21ª giornata | Karlsruhe II | 0 – 0 referto | Hessen Kassel | Wildparkstadion (362 spett.)\| Arbitro: \| Gerach \| |
| Arbitro:                                              | Gerach       |               |               |                                                      |

| Arbitro: | Glasmacher |

|                       |           |  |
| Titsch-Rivero 1’, 85’ | Marcatori |  |

| Arbitro: | Schwegler |

|                  |           |  |
| Mayer 80’ (rig.) | Marcatori |  |

| Arbitro: | Kircher |

|                      |           |                               |
| Stark 20’ Hübner 83’ | Marcatori | 72’ Brechler 90’ (rig.) Mayer |

| Arbitro: | Steuer |

|                         |           |  |
| Damm 16’, 51’ Bauer 69’ | Marcatori |  |

| Arbitro: | Steinberg |

|                      |           |          |
| Teever 9’ Straub 77’ | Marcatori | 49’ Damm |

| Arbitro: | Marx |

|                        |           |  |
| Ochs 20’ Damm 52’, 76’ | Marcatori |  |

| Arbitro: | Perl |

|                                       |           |                  |
| Onwuzuruike 47’ Heil 55’ Ahanfouf 88’ | Marcatori | 3’ Mayer 9’ Ochs |

| Kassel 23 aprile 2011, ore 14:15 CEST 29ª giornata | Hessen Kassel | 0 – 0 referto | Kickers Stoccarda | Auestadion (10 000 spett.)\| Arbitro: \| Sippel \| |
| Arbitro:                                           | Sippel        |               |                   |                                                    |

| Arbitro: | Schmickartz |

|               |           |                           |
| Wießmeier 56’ | Marcatori | 16’ Mayer 24’ Grembowietz |

| Arbitro: | Willenborg |

|                              |           |                                                  |
| Koitka 15’ Damm 43’ Ochs 64’ | Marcatori | 37’, 68’ (rig.) Herdling 42’ Hofmann 82’ Kienast |

| Arbitro: | Alt |

|                  |           |  |
| Pazurek 50’, 86’ | Marcatori |  |

| Arbitro: | Schößling |

|                                                         |           |  |
| Pforr 8’ Ochs 10’ Mayer 12’, 24’ Joedecke 65’ Bauer 84’ | Marcatori |  |

| 28 maggio 2011, ore CEST 34ª giornata | Ulma | – annullata | Hessen Kassel |  |

## Statistiche

### Statistiche di squadra
| Competizione     | Punti | In casa | In casa | In casa | In casa | In casa | In casa | In trasferta | In trasferta | In trasferta | In trasferta | In trasferta | In trasferta | Totale | Totale | Totale | Totale | Totale | Totale | DR  |
| Competizione     | Punti | G       | V       | N       | P       | Gf      | Gs      | G            | V            | N            | P            | Gf           | Gs           | G      | V      | N      | P      | Gf     | Gs     | DR  |
| ---------------- | ----- | ------- | ------- | ------- | ------- | ------- | ------- | ------------ | ------------ | ------------ | ------------ | ------------ | ------------ | ------ | ------ | ------ | ------ | ------ | ------ | --- |
| Regionalliga sud | 54    | 15      | 11      | 2       | 2       | 35      | 12      | 15           | 5            | 4            | 6            | 24           | 25           | 30     | 16     | 6      | 8      | 59     | 37     | +22 |
| Totale           | 54    | 15      | 11      | 2       | 2       | 35      | 12      | 15           | 5            | 4            | 6            | 24           | 25           | 30     | 16     | 6      | 8      | 59     | 37     | +22 |

### Andamento in campionato
| Giornata  | 1 | 2  | 3 | 4 | 5 | 6 | 7 | 8 | 9 | 10 | 11 | 12 | 13 | 14 | 15 | 16 | 17 | 18 | 19 | 20 | 21 | 22 | 23 | 24 | 25 | 26 | 27 | 28 | 29 | 30 | 31 | 32 | 33 | 34 |
| --------- | - | -- | - | - | - | - | - | - | - | -- | -- | -- | -- | -- | -- | -- | -- | -- | -- | -- | -- | -- | -- | -- | -- | -- | -- | -- | -- | -- | -- | -- | -- | -- |
| Luogo     | T | C  | C | T | C | T | C | T | C | T  | C  | T  | C  | T  | C  | T  | C  | T  | C  | C  | T  | T  | C  | T  | C  | T  | C  | T  | C  | T  | C  | T  | C  | T  |
| Risultato | N |    | V | V | V | V | V | P | V | N  | V  | V  | N  | P  | V  | V  |    |    | V  | P  | N  | P  | V  | N  | V  | P  | V  | P  | N  | V  | P  | P  | V  |    |
| Posizione | 7 | 10 | 7 | 6 | 1 | 1 | 1 | 1 | 1 | 1  | 1  | 1  | 1  | 1  | 1  | 1  | 1  | 1  | 1  | 1  | 1  | 1  | 1  | 1  | 1  | 1  | 1  | 1  | 1  | 1  | 3  | 3  | 3  | 3  |

Legenda:

Luogo: C = Casa; T = Trasferta. Risultato: V = Vittoria; N = Pareggio; P = Sconfitta.

### Statistiche dei giocatori
| K. Asaeda      | 26 | 0  | 10 | 0 |
| T. Bauer       | 29 | 9  | 0  | 0 |
| T. Brechler    | 11 | 1  | 2  | 0 |
| T. Damm        | 32 | 15 | 1  | 0 |
| P. Formann     | 2  | 0  | 0  | 0 |
| E. Gaede       | 29 | 5  | 6  | 1 |
| J. Grembowietz | 27 | 3  | 3  | 0 |
| S. Gundelach   | 27 | 0  | 1  | 1 |
| P. Herpe       | 0  | 0  | 0  | 0 |
| F. Heussner    | 16 | 0  | 0  | 0 |
| S. Hoffmeister | 5  | 0  | 0  | 1 |
| M. Jensen      | 27 | 0  | 1  | 0 |
| D. Joedecke    | 1  | 1  | 0  | 0 |
| C. Keim        | 0  | 0  | 0  | 0 |
| T. Knipping    | 5  | 0  | 1  | 0 |
| K. Koitka      | 23 | 4  | 6  | 0 |
| M. Latifi      | 10 | 0  | 3  | 0 |
| J. Matys       | 11 | 0  | 0  | 0 |
| A. Mayer       | 30 | 14 | 11 | 1 |
| M. Murawski    | 4  | 0  | 0  | 0 |
| M. Neunaber    | 27 | 1  | 4  | 0 |
| R. Ochs        | 30 | 8  | 2  | 0 |
| T. Ott         | 2  | 0  | 1  | 0 |
| M. Pforr       | 2  | 1  | 0  | 0 |
| M. Pokar       | 28 | 2  | 3  | 0 |
| B. Weigelt     | 27 | 0  | 4  | 1 |
| M. Zepek       | 12 | 0  | 1  | 1 |